# Паштетівка

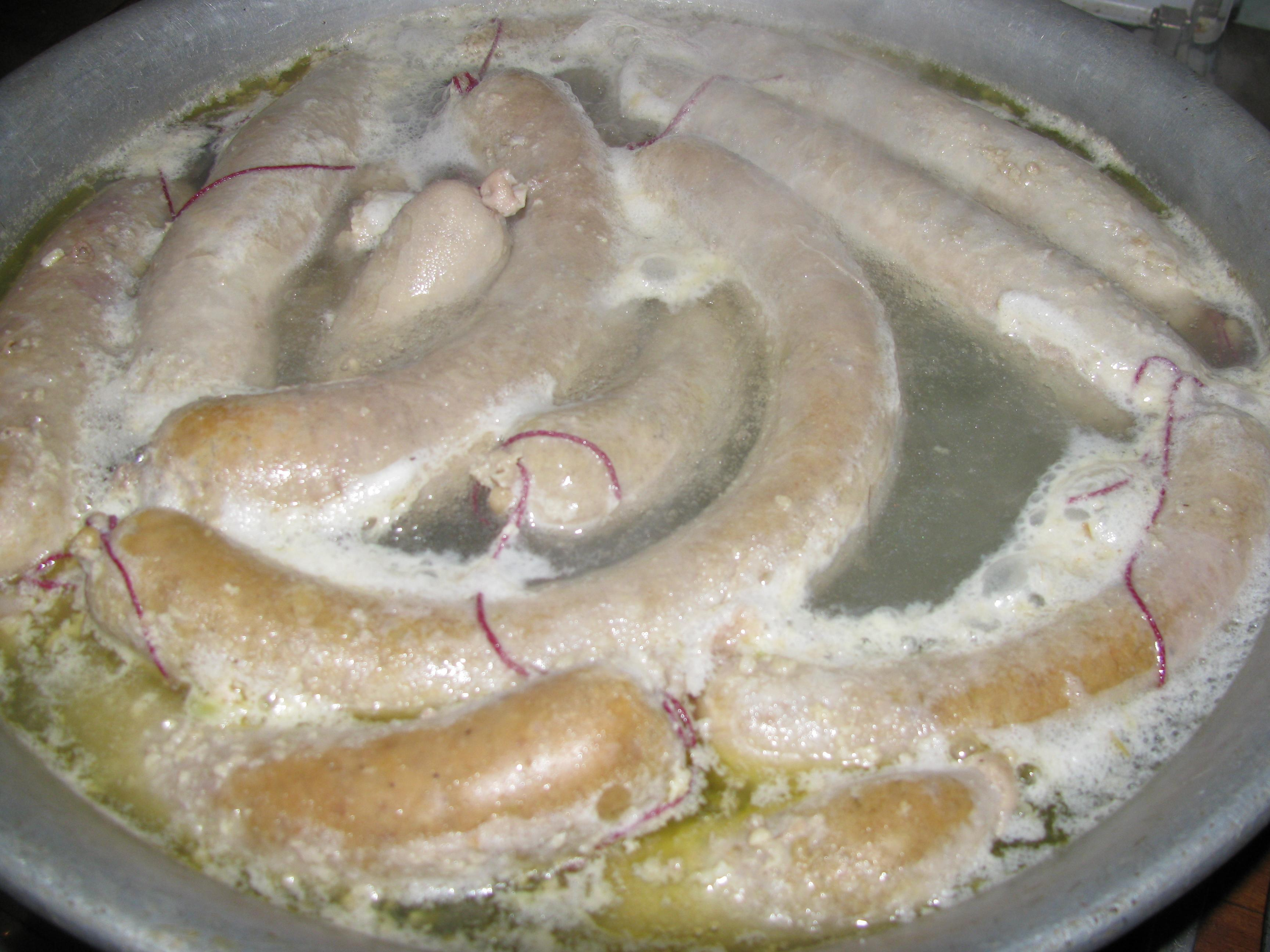
Процес відварювання паштетівки

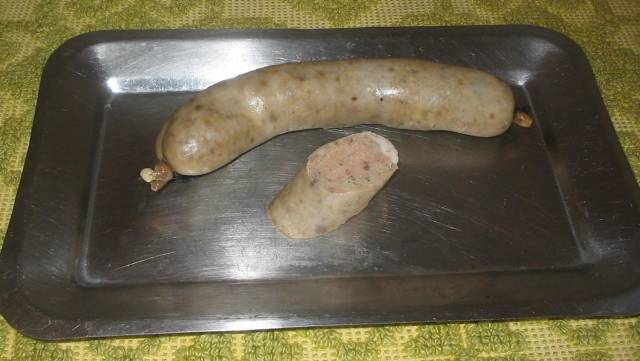
Паштетівка

Паште́тівка — паштетна ковбаса, свинячі кишки начинені фаршем з відвареного м'яса, печінки, приправ.